# 16459 Barth
A 16459 Barth (ideiglenes jelöléssel 1989 WE4) a Naprendszer kisbolygóövében található aszteroida. Freimut Börngen fedezte fel 1989. november 28-án.